# Filip Dujmović
Filip Dujmović (Livno, 12 marzo 1999) è un calciatore bosniaco, portiere dello Struga.

## Carriera

### Club
Nato a Livno, inizia la propria carriera nelle giovanili dello Zrinjski Mostar prima di passate allo Željezničar nel 2017; l'anno seguente si trasferisce in Turchia all'Adana Demirspor che l'utilizza nella propria formazione under-21. Rientrato in patria al Mladost D. Kakanj, viene immediatamente girato in prestito in Serbia allo Spartak Subotica, con cui fa il suo esordio fra i professionisti il 26 febbraio 2020, nel match di Superliga vinto 3-1 contro il Mladost Lučani; al termine della stagione il trasferimento diventa definitivo.

### Nazionale
Ha giocato nelle nazionali giovanili bosniache Under-17 ed Under-21.

## Statistiche
Statistiche aggiornate al 22 febbraio 2021.

### Presenze e reti nei club
| Stagione        | Squadra          | Campionato      | Campionato | Campionato | Coppe nazionali | Coppe nazionali | Coppe nazionali | Coppe continentali | Coppe continentali | Coppe continentali | Altre coppe | Altre coppe | Altre coppe | Totale | Totale | Totale |
| Stagione        | Squadra          | Comp            | Pres       | Reti       | Comp            | Pres            | Reti            | Comp               | Pres               | Reti               | Comp        | Pres        | Reti        | Pres   | Reti   |        |
| --------------- | ---------------- | --------------- | ---------- | ---------- | --------------- | --------------- | --------------- | ------------------ | ------------------ | ------------------ | ----------- | ----------- | ----------- | ------ | ------ | ------ |
| 2019-2020       | Spartak Subotica | SL              | 4          | -8         | CS              | 0               | 0               |                    | -                  | -                  |             | -           | -           | 4      | -8     |        |
| 2020-2021       | Spartak Subotica | SL              | 21         | -27        | CS              | 1               | -1              |                    | -                  | -                  |             | -           | -           | 22     | -28    |        |
| Totale carriera | Totale carriera  | Totale carriera | 25         | -35        |                 | 1               | 1               |                    | -                  | -                  |             | -           | -           | 26     | -36    |        |